# Alfonso Vincenzo Amarante
Mons. Alfonso Vincenzo Amarante, C.SS.R. (* 26. prosince 1970, Pagani) je italský římskokatolický duchovní, redemptorista, arcibiskup a rektor Papežské lateránské univerzity.

## Život
Narodil se 26. prosince 1970 v Pagani.
Roku 1990 vstoupil do postulátu Kongregace Nejsvětějšího Vykupitele Neapolské provincie. Dne 29. září 1993 složil své dočasné řeholní sliby a roku 1996 sliby věčné. Teologické vzdělání získal na Papežské teologické fakultě Jižní Itálie. Kněžské svěcení přijal 21. června 1997. O dva roky později získal na Papežské univerzitě Gregoriana licenciát z dějin křesťanství a roku 2000 doktorát z teologie. Na Papežské akademii Alfonsiana absolvoval studium morální teologie.
Roku 2010 byl jmenován poradcem Kongregace pro blahořečení a svatořečení a roku 2014 viceprezidentem Alfonsiany. Roku 2018 se stal sekretářem Konference rektorů papežský římských univerzit a institutů.
Od roku 2019 byl vizitátorem AVEPRO.
Dne 1. srpna 2023 jej papež František jmenoval rektorem Papežské lateránské univerzity a titulárním arcibiskupem ze Sorres. Biskupské svěcení přijal 6. října 2023 z rukou kardinála Josepha Williama Tobina a spolusvětiteli byli kardinál Angelo De Donatis a kardinál José Tolentino de Mendonça.